# 眼眶魚
眼眶魚（学名：Mene maculata），又名眼鏡魚、皮刀魚，是眼眶魚属现存的唯一一个物种。其种加词“maculata”意为“有斑点的”。

## 分布
本魚分布於印度太平洋區，包括東非、紅海、留尼旺、塞席爾群島、馬達加斯加、阿拉伯海、安達曼海、緬甸、馬來西亞、日本、韓國、中國、臺灣、菲律賓、印尼、泰國、越南、澳洲等海域。

## 深度
水深20至100公尺。

## 特徵
本魚體側扁，甚薄且高，輪廓彎度大，背側微彎，背緣高聳而銳利。口能伸縮，向上傾斜如管狀。體呈銀白色，背部偏藍色，尾鰭深分叉，成魚腹鰭第一鰭條延長為絲狀。體長可達25公分。

## 生態
本魚屬肉食性魚類，喜歡追逐發光的獵物，棲息在沿岸海域。

## 經濟利用
食用魚，肉質細脆，但魚肉不多，適合清蒸或煮湯食用。煮汤肉质偏柴，口感不如煎、蒸。可用来钓土魠鱼